# Liste des planètes mineures non numérotées découvertes en novembre 2012
Pour un article plus général, voir Liste des planètes mineures non numérotées découvertes en 2012.
Pour un article plus général, voir Liste des planètes mineures.
Cet article dresse la liste des planètes mineures (astéroïdes, centaures, objets transneptuniens et assimilés) non numérotées découvertes en novembre 2012 dans l'ordre de leur découverte.
Au 15 janvier 2025, 661 077 des 1 434 993 planètes mineures répertoriées par le Centre des planètes mineures ne sont pas encore numérotées, soit 46,07 %.

## Rappel concernant la désignation provisoire
La désignation provisoire indique l'ordre de découverte de ces objets. En effet, cette désignation est composée de l'année de découverte (par exemple 2012) suivie de la quinzaine (demi-mois) de découverte (p.e. A = 1-15 janvier) puis de l'ordre de découverte dans cette quinzaine. Cet ordre est indiqué par une lettre et éventuellement un chiffre comme suit : A pour la première découverte, B pour la deuxième, ..., Z pour la 25e (le I n'est pas utilisé pour éviter la confusion avec 1), A1 pour la 26e, B1 pour la 27e, etc. , Z1 pour la 50e, A2 pour la 51e, B2 pour la 52e, etc. L'ordre de la numérotation ne suit donc pas l'ordre alphanumérique. 2012 AA1 suit ainsi 2012 AZ et précède 2012 AB1.

## Liste

### Du1erau 15 novembre
- 2012 VB
- 2012 VD
- 2012 VO
- 2012 VP
- 2012 VQ
- 2012 VR
- 2012 VS
- 2012 VY
- 2012 VB1
- 2012 VD1
- 2012 VE1
- 2012 VQ1
- 2012 VU1
- 2012 VV1
- 2012 VX1
- 2012 VY1
- 2012 VC2
- 2012 VL2
- 2012 VP2
- 2012 VQ2
- 2012 VY2
- 2012 VZ2
- 2012 VA3
- 2012 VD3
- 2012 VJ3
- 2012 VQ3
- 2012 VA4
- 2012 VH4
- 2012 VK4
- 2012 VL4
- 2012 VO4
- 2012 VP4
- 2012 VQ4
- 2012 VS4
- 2012 VV4
- 2012 VW4
- 2012 VX4
- 2012 VY4
- 2012 VZ4
- 2012 VA5
- 2012 VB5
- 2012 VC5
- 2012 VD5
- 2012 VF5
- 2012 VG5
- 2012 VH5
- 2012 VJ5
- 2012 VK5
- 2012 VL5
- 2012 VR5
- 2012 VU5
- 2012 VV5
- 2012 VZ5
- 2012 VB6
- 2012 VC6
- 2012 VD6
- 2012 VE6
- 2012 VF6
- 2012 VG6
- 2012 VH6
- 2012 VJ6
- 2012 VK6
- 2012 VL6
- 2012 VM6
- 2012 VN6
- 2012 VO6
- 2012 VP6
- 2012 VQ6
- 2012 VR6
- 2012 VS6
- 2012 VT6
- 2012 VU6
- 2012 VW6
- 2012 VZ6
- 2012 VE7
- 2012 VH7
- 2012 VJ7
- 2012 VL7
- 2012 VM7
- 2012 VN7
- 2012 VO7
- 2012 VQ7
- 2012 VS7
- 2012 VD8
- 2012 VG8
- 2012 VK8
- 2012 VR8
- 2012 VS8
- 2012 VV8
- 2012 VX8
- 2012 VM9
- 2012 VN9
- 2012 VP9
- 2012 VT9
- 2012 VY9
- 2012 VA10
- 2012 VB10
- 2012 VG10
- 2012 VH10
- 2012 VZ10
- 2012 VC11
- 2012 VG11
- 2012 VK11
- 2012 VN11
- 2012 VV11
- 2012 VJ12
- 2012 VL12
- 2012 VS12
- 2012 VZ12
- 2012 VA13
- 2012 VF13
- 2012 VH13
- 2012 VJ13
- 2012 VK13
- 2012 VM13
- 2012 VT13
- 2012 VV13
- 2012 VW13
- 2012 VZ13
- 2012 VA14
- 2012 VL14
- 2012 VQ14
- 2012 VR14
- 2012 VV14
- 2012 VW14
- 2012 VY14
- 2012 VB15
- 2012 VC15
- 2012 VG15
- 2012 VJ15
- 2012 VH16
- 2012 VT17
- 2012 VW17
- 2012 VG18
- 2012 VK18
- 2012 VM18
- 2012 VO18
- 2012 VA19
- 2012 VB19
- 2012 VD19
- 2012 VE19
- 2012 VL19
- 2012 VV19
- 2012 VW19
- 2012 VY19
- 2012 VZ19
- 2012 VA20
- 2012 VB20
- 2012 VL20
- 2012 VR20
- 2012 VW20
- 2012 VY20
- 2012 VZ20
- 2012 VJ21
- 2012 VK21
- 2012 VR21
- 2012 VW21
- 2012 VX21
- 2012 VZ21
- 2012 VA22
- 2012 VG22
- 2012 VM22
- 2012 VP22
- 2012 VQ22
- 2012 VR22
- 2012 VT22
- 2012 VV22
- 2012 VB23
- 2012 VD23
- 2012 VF23
- 2012 VH23
- 2012 VJ23
- 2012 VL23
- 2012 VP23
- 2012 VR23
- 2012 VS23
- 2012 VZ23
- 2012 VJ24
- 2012 VM24
- 2012 VO24
- 2012 VS24
- 2012 VX24
- 2012 VB25
- 2012 VK25
- 2012 VL25
- 2012 VO25
- 2012 VP25
- 2012 VU25
- 2012 VZ25
- 2012 VA26
- 2012 VB26
- 2012 VC26
- 2012 VD26
- 2012 VE26
- 2012 VF26
- 2012 VG26
- 2012 VJ26
- 2012 VL26
- 2012 VU26
- 2012 VY26
- 2012 VZ26
- 2012 VC27
- 2012 VD27
- 2012 VF27
- 2012 VN27
- 2012 VT27
- 2012 VZ27
- 2012 VM28
- 2012 VS28
- 2012 VZ28
- 2012 VC29
- 2012 VG29
- 2012 VR29
- 2012 VX29
- 2012 VJ30
- 2012 VK30
- 2012 VM30
- 2012 VN30
- 2012 VQ30
- 2012 VR30
- 2012 VK31
- 2012 VO31
- 2012 VP31
- 2012 VV31
- 2012 VW31
- 2012 VA32
- 2012 VM32
- 2012 VR32
- 2012 VS32
- 2012 VT32
- 2012 VX32
- 2012 VB33
- 2012 VD33
- 2012 VZ33
- 2012 VL34
- 2012 VN34
- 2012 VS34
- 2012 VU34
- 2012 VY34
- 2012 VA35
- 2012 VB35
- 2012 VO35
- 2012 VR35
- 2012 VP36
- 2012 VQ36
- 2012 VV36
- 2012 VZ36
- 2012 VA37
- 2012 VB37
- 2012 VC37
- 2012 VD37
- 2012 VE37
- 2012 VF37
- 2012 VG37
- 2012 VH37
- 2012 VJ37
- 2012 VM37
- 2012 VQ37
- 2012 VT37
- 2012 VA38
- 2012 VH38
- 2012 VJ38
- 2012 VP38
- 2012 VU38
- 2012 VV38
- 2012 VY38
- 2012 VL40
- 2012 VP40
- 2012 VS40
- 2012 VT40
- 2012 VV40
- 2012 VZ40
- 2012 VA41
- 2012 VC41
- 2012 VD41
- 2012 VE41
- 2012 VK41
- 2012 VL41
- 2012 VN41
- 2012 VO41
- 2012 VR41
- 2012 VT41
- 2012 VU41
- 2012 VY41
- 2012 VA42
- 2012 VB42
- 2012 VM42
- 2012 VF43
- 2012 VS43
- 2012 VT43
- 2012 VW43
- 2012 VE44
- 2012 VF44
- 2012 VR44
- 2012 VV44
- 2012 VW44
- 2012 VX44
- 2012 VY44
- 2012 VZ44
- 2012 VB45
- 2012 VN45
- 2012 VY45
- 2012 VE46
- 2012 VF46
- 2012 VG46
- 2012 VH46
- 2012 VJ46
- 2012 VK46
- 2012 VO46
- 2012 VW46
- 2012 VZ46
- 2012 VL47
- 2012 VQ47
- 2012 VU47
- 2012 VC48
- 2012 VD48
- 2012 VP48
- 2012 VQ48
- 2012 VU48
- 2012 VZ48
- 2012 VG49
- 2012 VK49
- 2012 VL49
- 2012 VM49
- 2012 VV49
- 2012 VY49
- 2012 VO50
- 2012 VR50
- 2012 VW50
- 2012 VZ50
- 2012 VA51
- 2012 VB51
- 2012 VG51
- 2012 VH51
- 2012 VK51
- 2012 VL51
- 2012 VW51
- 2012 VF52
- 2012 VO52
- 2012 VT52
- 2012 VV52
- 2012 VW52
- 2012 VA53
- 2012 VC53
- 2012 VF53
- 2012 VH53
- 2012 VL53
- 2012 VO53
- 2012 VT53
- 2012 VC54
- 2012 VE54
- 2012 VO54
- 2012 VP54
- 2012 VS54
- 2012 VG55
- 2012 VM55
- 2012 VO55
- 2012 VR55
- 2012 VV55
- 2012 VZ55
- 2012 VE56
- 2012 VJ56
- 2012 VM56
- 2012 VE57
- 2012 VJ57
- 2012 VB58
- 2012 VH58
- 2012 VN58
- 2012 VP58
- 2012 VW58
- 2012 VY58
- 2012 VB59
- 2012 VC59
- 2012 VD59
- 2012 VE59
- 2012 VF59
- 2012 VG59
- 2012 VO59
- 2012 VP59
- 2012 VU59
- 2012 VV59
- 2012 VY59
- 2012 VD60
- 2012 VK60
- 2012 VU60
- 2012 VW60
- 2012 VZ60
- 2012 VA61
- 2012 VB61
- 2012 VK61
- 2012 VL61
- 2012 VM61
- 2012 VT61
- 2012 VF62
- 2012 VP62
- 2012 VR62
- 2012 VB63
- 2012 VH63
- 2012 VL63
- 2012 VN63
- 2012 VO63
- 2012 VQ63
- 2012 VW63
- 2012 VY63
- 2012 VE64
- 2012 VF64
- 2012 VJ64
- 2012 VL64
- 2012 VM64
- 2012 VN64
- 2012 VS64
- 2012 VV64
- 2012 VW64
- 2012 VC65
- 2012 VF65
- 2012 VM65
- 2012 VN65
- 2012 VP65
- 2012 VU65
- 2012 VY65
- 2012 VA66
- 2012 VB66
- 2012 VC66
- 2012 VE66
- 2012 VF66
- 2012 VN66
- 2012 VO66
- 2012 VS66
- 2012 VT66
- 2012 VV66
- 2012 VY66
- 2012 VF67
- 2012 VR67
- 2012 VT67
- 2012 VW67
- 2012 VE68
- 2012 VG68
- 2012 VN68
- 2012 VO68
- 2012 VR68
- 2012 VX68
- 2012 VC69
- 2012 VG69
- 2012 VJ69
- 2012 VM69
- 2012 VP69
- 2012 VS69
- 2012 VX69
- 2012 VY69
- 2012 VB70
- 2012 VD70
- 2012 VJ70
- 2012 VK70
- 2012 VX70
- 2012 VY70
- 2012 VA71
- 2012 VE71
- 2012 VH71
- 2012 VO71
- 2012 VQ71
- 2012 VT71
- 2012 VZ71
- 2012 VA72
- 2012 VS72
- 2012 VC73
- 2012 VN73
- 2012 VR73
- 2012 VU73
- 2012 VF74
- 2012 VO74
- 2012 VP74
- 2012 VS74
- 2012 VW74
- 2012 VG75
- 2012 VH75
- 2012 VM75
- 2012 VU75
- 2012 VX75
- 2012 VK76
- 2012 VL76
- 2012 VM76
- 2012 VN76
- 2012 VP76
- 2012 VQ76
- 2012 VR76
- 2012 VS76
- 2012 VT76
- 2012 VU76
- 2012 VV76
- 2012 VW76
- 2012 VX76
- 2012 VY76
- 2012 VZ76
- 2012 VB77
- 2012 VC77
- 2012 VD77
- 2012 VE77
- 2012 VF77
- 2012 VG77
- 2012 VH77
- 2012 VJ77
- 2012 VK77
- 2012 VM77
- 2012 VS77
- 2012 VU77
- 2012 VV77
- 2012 VC78
- 2012 VG78
- 2012 VH78
- 2012 VU78
- 2012 VE79
- 2012 VH79
- 2012 VL79
- 2012 VQ79
- 2012 VW79
- 2012 VB80
- 2012 VC80
- 2012 VN80
- 2012 VS80
- 2012 VT80
- 2012 VZ80
- 2012 VC81
- 2012 VF81
- 2012 VS81
- 2012 VT81
- 2012 VU81
- 2012 VW81
- 2012 VX81
- 2012 VY81
- 2012 VC82
- 2012 VD82
- 2012 VF82
- 2012 VK82
- 2012 VM82
- 2012 VO82
- 2012 VS82
- 2012 VV82
- 2012 VX82
- 2012 VH83
- 2012 VR83
- 2012 VT83
- 2012 VY83
- 2012 VZ83
- 2012 VF84
- 2012 VM84
- 2012 VQ84
- 2012 VY84
- 2012 VA85
- 2012 VD85
- 2012 VH85
- 2012 VL85
- 2012 VW85
- 2012 VB86
- 2012 VP86
- 2012 VR86
- 2012 VU86
- 2012 VY86
- 2012 VB87
- 2012 VH87
- 2012 VN87
- 2012 VO87
- 2012 VR87
- 2012 VS87
- 2012 VT87
- 2012 VA88
- 2012 VK88
- 2012 VT88
- 2012 VV88
- 2012 VE89
- 2012 VG89
- 2012 VJ89
- 2012 VS89
- 2012 VZ89
- 2012 VC90
- 2012 VD90
- 2012 VH90
- 2012 VR90
- 2012 VC91
- 2012 VG91
- 2012 VW91
- 2012 VY91
- 2012 VH92
- 2012 VO92
- 2012 VY92
- 2012 VT93
- 2012 VX93
- 2012 VY93
- 2012 VZ93
- 2012 VD94
- 2012 VG94
- 2012 VK94
- 2012 VN94
- 2012 VT94
- 2012 VU94
- 2012 VV94
- 2012 VB95
- 2012 VE95
- 2012 VJ95
- 2012 VK95
- 2012 VL95
- 2012 VM95
- 2012 VN95
- 2012 VP95
- 2012 VQ95
- 2012 VS95
- 2012 VY95
- 2012 VB96
- 2012 VE96
- 2012 VH96
- 2012 VQ96
- 2012 VC97
- 2012 VL98
- 2012 VO98
- 2012 VW98
- 2012 VD99
- 2012 VF99
- 2012 VQ99
- 2012 VV99
- 2012 VF100
- 2012 VU100
- 2012 VN102
- 2012 VX102
- 2012 VY102
- 2012 VM103
- 2012 VT103
- 2012 VU103
- 2012 VD104
- 2012 VE104
- 2012 VM104
- 2012 VS104
- 2012 VW104
- 2012 VB105
- 2012 VC105
- 2012 VE105
- 2012 VG105
- 2012 VP105
- 2012 VU105
- 2012 VB106
- 2012 VG106
- 2012 VK106
- 2012 VH107
- 2012 VN107
- 2012 VQ107
- 2012 VE108
- 2012 VF108
- 2012 VG108
- 2012 VH108
- 2012 VT108
- 2012 VW108
- 2012 VX108
- 2012 VY108
- 2012 VZ108
- 2012 VE109
- 2012 VL109
- 2012 VR109
- 2012 VU109
- 2012 VW109
- 2012 VX109
- 2012 VA110
- 2012 VF110
- 2012 VG110
- 2012 VL110
- 2012 VP110
- 2012 VR110
- 2012 VS110
- 2012 VY110
- 2012 VM111
- 2012 VO111
- 2012 VQ111
- 2012 VS111
- 2012 VT111
- 2012 VU111
- 2012 VW111
- 2012 VF112
- 2012 VU112
- 2012 VY112
- 2012 VH113
- 2012 VJ113
- 2012 VL113
- 2012 VP113
- 2012 VZ113
- 2012 VJ114
- 2012 VN115
- 2012 VW115
- 2012 VB116
- 2012 VP116
- 2012 VB117
- 2012 VG117
- 2012 VP117
- 2012 VR117
- 2012 VV117
- 2012 VY117
- 2012 VF118
- 2012 VM118
- 2012 VO118
- 2012 VQ118
- 2012 VS118
- 2012 VT118
- 2012 VV118
- 2012 VW118
- 2012 VY118
- 2012 VZ118
- 2012 VB119
- 2012 VF119
- 2012 VG119
- 2012 VH119
- 2012 VJ119
- 2012 VL119
- 2012 VM119
- 2012 VN119
- 2012 VP119
- 2012 VT119
- 2012 VU119
- 2012 VY119
- 2012 VZ119
- 2012 VA120
- 2012 VC120
- 2012 VD120
- 2012 VF120
- 2012 VH120
- 2012 VJ120
- 2012 VN120
- 2012 VO120
- 2012 VP120
- 2012 VQ120
- 2012 VR120
- 2012 VT120
- 2012 VV120
- 2012 VW120
- 2012 VX120
- 2012 VY120
- 2012 VZ120
- 2012 VA121
- 2012 VB121
- 2012 VC121
- 2012 VD121
- 2012 VE121
- 2012 VF121
- 2012 VG121
- 2012 VH121
- 2012 VJ121
- 2012 VK121
- 2012 VL121
- 2012 VM121
- 2012 VN121
- 2012 VO121
- 2012 VS121
- 2012 VZ121
- 2012 VD122
- 2012 VE122
- 2012 VJ122
- 2012 VL122
- 2012 VO122
- 2012 VP122
- 2012 VR122
- 2012 VS122
- 2012 VT122
- 2012 VU122
- 2012 VW122
- 2012 VX122
- 2012 VZ122
- 2012 VA123
- 2012 VC123
- 2012 VD123
- 2012 VE123
- 2012 VF123
- 2012 VG123
- 2012 VH123
- 2012 VK123
- 2012 VL123
- 2012 VM123
- 2012 VN123
- 2012 VO123
- 2012 VQ123
- 2012 VS123
- 2012 VT123
- 2012 VU123
- 2012 VV123
- 2012 VW123
- 2012 VX123
- 2012 VY123
- 2012 VZ123
- 2012 VA124
- 2012 VB124
- 2012 VE124
- 2012 VJ124
- 2012 VM124
- 2012 VN124
- 2012 VQ124
- 2012 VV124
- 2012 VW124
- 2012 VY124
- 2012 VA125
- 2012 VB125
- 2012 VC125
- 2012 VJ125
- 2012 VM125
- 2012 VN125
- 2012 VO125
- 2012 VP125
- 2012 VQ125
- 2012 VY125
- 2012 VZ125
- 2012 VA126
- 2012 VD126
- 2012 VE126
- 2012 VG126
- 2012 VH126
- 2012 VJ126
- 2012 VL126
- 2012 VM126
- 2012 VN126
- 2012 VO126
- 2012 VP126
- 2012 VR126
- 2012 VS126
- 2012 VT126
- 2012 VV126
- 2012 VW126
- 2012 VX126
- 2012 VY126
- 2012 VZ126
- 2012 VA127
- 2012 VB127
- 2012 VC127
- 2012 VP127
- 2012 VQ127
- 2012 VS127
- 2012 VT127
- 2012 VX127
- 2012 VB128
- 2012 VJ128
- 2012 VK128
- 2012 VO128
- 2012 VR128
- 2012 VU128
- 2012 VW128
- 2012 VA129
- 2012 VD129
- 2012 VL129
- 2012 VN129
- 2012 VO129
- 2012 VP129
- 2012 VQ129
- 2012 VR129
- 2012 VS129
- 2012 VU129
- 2012 VY129
- 2012 VC130
- 2012 VD130
- 2012 VE130
- 2012 VF130
- 2012 VH130
- 2012 VJ130
- 2012 VK130
- 2012 VM130
- 2012 VN130
- 2012 VS130
- 2012 VT130
- 2012 VV130
- 2012 VW130
- 2012 VX130
- 2012 VY130
- 2012 VZ130
- 2012 VA131
- 2012 VB131
- 2012 VC131
- 2012 VD131
- 2012 VE131
- 2012 VF131
- 2012 VK131
- 2012 VL131
- 2012 VM131
- 2012 VP131
- 2012 VQ131
- 2012 VR131
- 2012 VS131
- 2012 VT131
- 2012 VU131
- 2012 VV131
- 2012 VW131
- 2012 VX131
- 2012 VY131
- 2012 VM132
- 2012 VN132
- 2012 VO132
- 2012 VP132
- 2012 VQ132
- 2012 VR132
- 2012 VT132
- 2012 VU132
- 2012 VX132
- 2012 VY132
- 2012 VZ132
- 2012 VA133
- 2012 VE133
- 2012 VF133
- 2012 VL133
- 2012 VM133
- 2012 VO133
- 2012 VQ133
- 2012 VU133
- 2012 VY133
- 2012 VZ133
- 2012 VC134
- 2012 VD134
- 2012 VG134
- 2012 VH134
- 2012 VK134
- 2012 VN134
- 2012 VO134
- 2012 VP134
- 2012 VQ134
- 2012 VR134
- 2012 VS134
- 2012 VT134
- 2012 VU134
- 2012 VV134
- 2012 VW134
- 2012 VH135
- 2012 VJ135
- 2012 VL135
- 2012 VO135
- 2012 VP135
- 2012 VQ135
- 2012 VR135
- 2012 VS135
- 2012 VU135
- 2012 VV135
- 2012 VY135
- 2012 VB136
- 2012 VE136
- 2012 VF136
- 2012 VH136
- 2012 VJ136
- 2012 VK136
- 2012 VM136
- 2012 VR136
- 2012 VJ137
- 2012 VL137
- 2012 VM137
- 2012 VO137
- 2012 VP137
- 2012 VQ137
- 2012 VR137
- 2012 VT137
- 2012 VW137
- 2012 VX137
- 2012 VZ137
- 2012 VB138
- 2012 VD138
- 2012 VE138
- 2012 VF138
- 2012 VG138
- 2012 VJ138
- 2012 VK138
- 2012 VL138
- 2012 VN138
- 2012 VP138
- 2012 VQ138
- 2012 VS138
- 2012 VT138
- 2012 VU138
- 2012 VV138
- 2012 VW138
- 2012 VX138
- 2012 VY138
- 2012 VZ138
- 2012 VA139
- 2012 VB139
- 2012 VC139
- 2012 VD139
- 2012 VE139
- 2012 VF139
- 2012 VJ139
- 2012 VK139
- 2012 VL139
- 2012 VN139
- 2012 VP139
- 2012 VQ139
- 2012 VR139
- 2012 VS139
- 2012 VV139
- 2012 VW139
- 2012 VX139
- 2012 VY139
- 2012 VZ139
- 2012 VB140
- 2012 VC140
- 2012 VD140
- 2012 VE140
- 2012 VF140
- 2012 VG140
- 2012 VH140
- 2012 VJ140
- 2012 VM140
- 2012 VN140
- 2012 VO140
- 2012 VQ140
- 2012 VS140
- 2012 VT140
- 2012 VV140
- 2012 VX140
- 2012 VY140
- 2012 VB141
- 2012 VC141
- 2012 VD141
- 2012 VE141
- 2012 VF141
- 2012 VG141
- 2012 VJ141
- 2012 VK141
- 2012 VL141
- 2012 VN141
- 2012 VO141
- 2012 VP141
- 2012 VQ141
- 2012 VS141
- 2012 VT141
- 2012 VU141
- 2012 VV141
- 2012 VW141
- 2012 VX141
- 2012 VY141
- 2012 VZ141
- 2012 VA142
- 2012 VK142
- 2012 VL142
- 2012 VM142
- 2012 VN142
- 2012 VP142
- 2012 VS142
- 2012 VT142
- 2012 VU142
- 2012 VV142
- 2012 VW142
- 2012 VX142
- 2012 VY142
- 2012 VA143
- 2012 VB143
- 2012 VC143
- 2012 VE143
- 2012 VF143
- 2012 VG143
- 2012 VJ143
- 2012 VK143
- 2012 VL143
- 2012 VM143
- 2012 VN143
- 2012 VO143
- 2012 VP143
- 2012 VQ143
- 2012 VR143
- 2012 VS143
- 2012 VT143
- 2012 VU143
- 2012 VV143
- 2012 VW143
- 2012 VX143
- 2012 VY143
- 2012 VZ143
- 2012 VA144
- 2012 VB144
- 2012 VC144
- 2012 VD144
- 2012 VE144
- 2012 VG144
- 2012 VH144
- 2012 VJ144
- 2012 VL144
- 2012 VM144
- 2012 VN144
- 2012 VO144
- 2012 VP144
- 2012 VQ144
- 2012 VR144
- 2012 VS144
- 2012 VT144
- 2012 VU144
- 2012 VV144
- 2012 VW144
- 2012 VX144
- 2012 VY144
- 2012 VZ144
- 2012 VA145
- 2012 VB145
- 2012 VC145
- 2012 VD145
- 2012 VE145
- 2012 VG145
- 2012 VH145
- 2012 VJ145
- 2012 VK145
- 2012 VL145
- 2012 VM145
- 2012 VN145
- 2012 VO145
- 2012 VP145
- 2012 VQ145
- 2012 VR145
- 2012 VS145
- 2012 VT145
- 2012 VU145
- 2012 VV145
- 2012 VW145
- 2012 VX145
- 2012 VY145
- 2012 VZ145
- 2012 VA146
- 2012 VB146
- 2012 VC146
- 2012 VD146
- 2012 VE146
- 2012 VF146
- 2012 VG146
- 2012 VH146
- 2012 VJ146
- 2012 VK146
- 2012 VL146
- 2012 VM146
- 2012 VN146
- 2012 VO146
- 2012 VQ146
- 2012 VR146
- 2012 VS146
- 2012 VT146
- 2012 VU146
- 2012 VV146
- 2012 VW146
- 2012 VX146
- 2012 VY146
- 2012 VA147
- 2012 VB147
- 2012 VC147
- 2012 VD147
- 2012 VE147
- 2012 VF147
- 2012 VG147
- 2012 VH147
- 2012 VJ147
- 2012 VK147
- 2012 VL147
- 2012 VM147
- 2012 VN147
- 2012 VO147
- 2012 VP147
- 2012 VR147
- 2012 VS147
- 2012 VT147
- 2012 VU147
- 2012 VV147
- 2012 VX147
- 2012 VY147
- 2012 VZ147
- 2012 VA148
- 2012 VB148
- 2012 VC148
- 2012 VD148
- 2012 VE148
- 2012 VF148
- 2012 VG148
- 2012 VH148
- 2012 VK148
- 2012 VM148
- 2012 VN148
- 2012 VO148
- 2012 VP148
- 2012 VQ148
- 2012 VR148
- 2012 VS148
- 2012 VT148
- 2012 VU148
- 2012 VV148
- 2012 VW148
- 2012 VY148
- 2012 VZ148
- 2012 VA149
- 2012 VB149
- 2012 VC149
- 2012 VD149
- 2012 VE149
- 2012 VF149
- 2012 VG149
- 2012 VH149
- 2012 VJ149
- 2012 VL149
- 2012 VM149
- 2012 VN149
- 2012 VO149
- 2012 VQ149
- 2012 VR149
- 2012 VU149
- 2012 VV149
- 2012 VW149
- 2012 VX149
- 2012 VY149
- 2012 VA150
- 2012 VB150
- 2012 VD150
- 2012 VE150
- 2012 VF150
- 2012 VG150
- 2012 VH150
- 2012 VJ150
- 2012 VK150
- 2012 VL150
- 2012 VM150
- 2012 VO150
- 2012 VP150
- 2012 VQ150
- 2012 VR150
- 2012 VS150
- 2012 VT150
- 2012 VU150
- 2012 VW150
- 2012 VY150
- 2012 VZ150
- 2012 VA151
- 2012 VB151
- 2012 VD151
- 2012 VE151
- 2012 VF151
- 2012 VG151
- 2012 VH151
- 2012 VJ151
- 2012 VL151
- 2012 VM151
- 2012 VO151
- 2012 VP151
- 2012 VQ151
- 2012 VR151
- 2012 VS151
- 2012 VU151
- 2012 VW151
- 2012 VY151
- 2012 VA152
- 2012 VB152
- 2012 VC152
- 2012 VD152
- 2012 VE152
- 2012 VF152
- 2012 VG152
- 2012 VH152
- 2012 VJ152
- 2012 VK152
- 2012 VL152
- 2012 VO152
- 2012 VP152
- 2012 VR152
- 2012 VS152
- 2012 VT152
- 2012 VU152
- 2012 VV152
- 2012 VW152
- 2012 VX152
- 2012 VY152
- 2012 VZ152
- 2012 VA153
- 2012 VC153
- 2012 VD153
- 2012 VE153
- 2012 VF153
- 2012 VG153
- 2012 VH153
- 2012 VJ153
- 2012 VK153
- 2012 VL153
- 2012 VM153
- 2012 VN153
- 2012 VO153
- 2012 VR153
- 2012 VS153
- 2012 VT153
- 2012 VU153
- 2012 VV153
- 2012 VW153
- 2012 VY153
- 2012 VZ153
- 2012 VA154
- 2012 VB154
- 2012 VC154
- 2012 VD154
- 2012 VE154
- 2012 VF154
- 2012 VG154
- 2012 VH154
- 2012 VJ154
- 2012 VK154
- 2012 VL154
- 2012 VM154
- 2012 VN154
- 2012 VP154
- 2012 VQ154
- 2012 VR154
- 2012 VS154
- 2012 VT154
- 2012 VU154
- 2012 VV154
- 2012 VW154
- 2012 VY154
- 2012 VZ154
- 2012 VA155
- 2012 VB155
- 2012 VD155
- 2012 VE155
- 2012 VF155
- 2012 VG155
- 2012 VJ155
- 2012 VK155
- 2012 VL155
- 2012 VM155
- 2012 VO155
- 2012 VQ155
- 2012 VS155
- 2012 VV155
- 2012 VW155
- 2012 VZ155
- 2012 VA156
- 2012 VB156
- 2012 VC156
- 2012 VD156
- 2012 VE156
- 2012 VF156
- 2012 VG156
- 2012 VH156
- 2012 VK156
- 2012 VL156
- 2012 VO156
- 2012 VP156
- 2012 VQ156
- 2012 VR156
- 2012 VS156
- 2012 VT156
- 2012 VU156
- 2012 VV156
- 2012 VW156
- 2012 VZ156
- 2012 VA157
- 2012 VB157
- 2012 VC157
- 2012 VE157
- 2012 VF157
- 2012 VG157
- 2012 VH157
- 2012 VJ157
- 2012 VK157
- 2012 VL157
- 2012 VM157
- 2012 VN157
- 2012 VO157
- 2012 VP157
- 2012 VQ157
- 2012 VS157
- 2012 VT157
- 2012 VU157
- 2012 VV157
- 2012 VW157
- 2012 VX157
- 2012 VY157
- 2012 VZ157
- 2012 VA158
- 2012 VB158
- 2012 VC158
- 2012 VD158
- 2012 VE158
- 2012 VF158
- 2012 VG158
- 2012 VH158
- 2012 VK158
- 2012 VL158
- 2012 VM158
- 2012 VN158
- 2012 VP158
- 2012 VQ158
- 2012 VR158
- 2012 VS158
- 2012 VU158
- 2012 VV158
- 2012 VW158
- 2012 VX158
- 2012 VY158
- 2012 VZ158
- 2012 VA159
- 2012 VD159
- 2012 VE159
- 2012 VG159
- 2012 VJ159
- 2012 VK159
- 2012 VL159
- 2012 VM159
- 2012 VN159
- 2012 VO159
- 2012 VP159
- 2012 VQ159
- 2012 VR159
- 2012 VS159
- 2012 VT159
- 2012 VU159
- 2012 VV159
- 2012 VW159
- 2012 VX159
- 2012 VY159
- 2012 VZ159
- 2012 VA160
- 2012 VB160
- 2012 VC160
- 2012 VD160
- 2012 VE160
- 2012 VF160
- 2012 VG160
- 2012 VH160
- 2012 VJ160
- 2012 VK160
- 2012 VL160
- 2012 VM160
- 2012 VN160
- 2012 VO160
- 2012 VP160
- 2012 VQ160
- 2012 VR160
- 2012 VS160
- 2012 VT160
- 2012 VU160
- 2012 VV160
- 2012 VW160
- 2012 VX160
- 2012 VY160
- 2012 VZ160

### Du 16 au 30 novembre
- 2012 WE
- 2012 WF
- 2012 WG
- 2012 WH
- 2012 WZ
- 2012 WB1
- 2012 WE1
- 2012 WG1
- 2012 WH1
- 2012 WA2
- 2012 WK2
- 2012 WM2
- 2012 WO2
- 2012 WU2
- 2012 WV2
- 2012 WW2
- 2012 WD3
- 2012 WF3
- 2012 WJ3
- 2012 WQ3
- 2012 WR3
- 2012 WS3
- 2012 WX3
- 2012 WD4
- 2012 WE4
- 2012 WH4
- 2012 WJ4
- 2012 WL4
- 2012 WM4
- 2012 WN4
- 2012 WC5
- 2012 WF5
- 2012 WK5
- 2012 WA6
- 2012 WZ6
- 2012 WD7
- 2012 WE7
- 2012 WF7
- 2012 WG7
- 2012 WH7
- 2012 WJ7
- 2012 WM7
- 2012 WS7
- 2012 WU7
- 2012 WJ8
- 2012 WW8
- 2012 WX8
- 2012 WY8
- 2012 WA10
- 2012 WE10
- 2012 WG10
- 2012 WO10
- 2012 WP10
- 2012 WQ10
- 2012 WR10
- 2012 WS10
- 2012 WZ10
- 2012 WF11
- 2012 WN11
- 2012 WQ11
- 2012 WC12
- 2012 WN12
- 2012 WY12
- 2012 WA13
- 2012 WD13
- 2012 WO13
- 2012 WT13
- 2012 WU13
- 2012 WX13
- 2012 WC14
- 2012 WG14
- 2012 WJ14
- 2012 WK14
- 2012 WL14
- 2012 WN14
- 2012 WW14
- 2012 WZ14
- 2012 WE15
- 2012 WN15
- 2012 WT15
- 2012 WE16
- 2012 WL16
- 2012 WX16
- 2012 WA17
- 2012 WK17
- 2012 WP17
- 2012 WU17
- 2012 WA18
- 2012 WB18
- 2012 WD18
- 2012 WE18
- 2012 WN18
- 2012 WS18
- 2012 WT18
- 2012 WX18
- 2012 WK19
- 2012 WL19
- 2012 WY19
- 2012 WF20
- 2012 WG20
- 2012 WH20
- 2012 WL20
- 2012 WS20
- 2012 WB21
- 2012 WL21
- 2012 WP21
- 2012 WQ21
- 2012 WU21
- 2012 WY21
- 2012 WB22
- 2012 WJ22
- 2012 WK22
- 2012 WM22
- 2012 WO22
- 2012 WQ22
- 2012 WR22
- 2012 WV22
- 2012 WY22
- 2012 WB24
- 2012 WC24
- 2012 WN24
- 2012 WP24
- 2012 WB25
- 2012 WC25
- 2012 WL25
- 2012 WY25
- 2012 WP26
- 2012 WB27
- 2012 WD27
- 2012 WG27
- 2012 WL27
- 2012 WR27
- 2012 WH28
- 2012 WM28
- 2012 WO28
- 2012 WX28
- 2012 WA29
- 2012 WP29
- 2012 WG30
- 2012 WJ30
- 2012 WO30
- 2012 WP30
- 2012 WQ30
- 2012 WS30
- 2012 WT30
- 2012 WV30
- 2012 WZ30
- 2012 WD31
- 2012 WE31
- 2012 WH31
- 2012 WM31
- 2012 WN31
- 2012 WT31
- 2012 WE32
- 2012 WJ32
- 2012 WK32
- 2012 WZ32
- 2012 WA33
- 2012 WD33
- 2012 WE33
- 2012 WK33
- 2012 WL33
- 2012 WT33
- 2012 WJ34
- 2012 WT34
- 2012 WZ34
- 2012 WG35
- 2012 WE37
- 2012 WF37
- 2012 WG37
- 2012 WM37
- 2012 WN37
- 2012 WQ37
- 2012 WV37
- 2012 WW37
- 2012 WX37
- 2012 WA38
- 2012 WD38
- 2012 WF38
- 2012 WG38
- 2012 WK38
- 2012 WL38
- 2012 WM38
- 2012 WN38
- 2012 WO38
- 2012 WP38
- 2012 WQ38
- 2012 WR38
- 2012 WS38
- 2012 WU38
- 2012 WV38
- 2012 WY38
- 2012 WD39
- 2012 WF39
- 2012 WG39
- 2012 WH39
- 2012 WJ39
- 2012 WK39
- 2012 WM39
- 2012 WN39
- 2012 WP39
- 2012 WQ39
- 2012 WT39
- 2012 WA40
- 2012 WD40
- 2012 WF40
- 2012 WJ40
- 2012 WK40
- 2012 WO40
- 2012 WP40
- 2012 WQ40
- 2012 WR40
- 2012 WS40
- 2012 WT40
- 2012 WW40
- 2012 WX40
- 2012 WG41
- 2012 WH41
- 2012 WJ41
- 2012 WK41
- 2012 WM41
- 2012 WN41
- 2012 WO41
- 2012 WP41
- 2012 WQ41
- 2012 WS41
- 2012 WT41
- 2012 WU41
- 2012 WV41
- 2012 WW41
- 2012 WY41
- 2012 WA42
- 2012 WB42
- 2012 WD42
- 2012 WF42
- 2012 WH42
- 2012 WK42
- 2012 WL42
- 2012 WN42
- 2012 WO42
- 2012 WP42
- 2012 WQ42
- 2012 WR42
- 2012 WS42
- 2012 WT42
- 2012 WW42
- 2012 WY42
- 2012 WA43
- 2012 WB43
- 2012 WF43
- 2012 WG43
- 2012 WK43
- 2012 WL43
- 2012 WM43
- 2012 WW43
- 2012 WZ43
- 2012 WB44
- 2012 WD44
- 2012 WE44
- 2012 WG44
- 2012 WH44
- 2012 WL44
- 2012 WO44
- 2012 WQ44
- 2012 WS44
- 2012 WT44
- 2012 WU44
- 2012 WV44
- 2012 WW44
- 2012 WX44
- 2012 WY44
- 2012 WB45
- 2012 WC45
- 2012 WD45
- 2012 WE45
- 2012 WF45
- 2012 WL45
- 2012 WM45
- 2012 WN45
- 2012 WO45
- 2012 WP45
- 2012 WR45
- 2012 WT45
- 2012 WW45
- 2012 WX45
- 2012 WZ45
- 2012 WA46
- 2012 WB46
- 2012 WC46
- 2012 WF46
- 2012 WG46
- 2012 WH46
- 2012 WJ46
- 2012 WK46
- 2012 WL46
- 2012 WM46
- 2012 WO46
- 2012 WQ46
- 2012 WR46
- 2012 WS46
- 2012 WT46
- 2012 WU46
- 2012 WV46
- 2012 WW46
- 2012 WX46
- 2012 WY46
- 2012 WZ46
- 2012 WA47
- 2012 WB47
- 2012 WC47
- 2012 WD47
- 2012 WE47
- 2012 WF47
- 2012 WG47
- 2012 WH47
- 2012 WJ47
- 2012 WK47
- 2012 WL47
- 2012 WM47
- 2012 WN47
- 2012 WO47